# Mil Mi-1
Mil Mi-1 (rusky Миль Ми-1, v kódovém označení NATO Hare, zajíc, kód v rámci USAF/DOD: Type 32, označení licenční verze PZL SM-1) je lehký jednomotorový víceúčelový užitkový vrtulník s třílistým nosným rotorem a třílistým tlačným vyrovnávacím rotorem. Vrtulníky Mi-1 byly vyvíjeny pod označením GM-1 v Sovětském svazu od roku 1947. Představitelé sovětského letectva vypsali konkurz na stavbu lehkého vrtulníku, který měl sloužit ke spojovacím účelům a měl najít uplatnění i v dalších oblastech civilního a vojenského letectví. První prototyp se vznesl 20. září 1948 a i přesto, že první dva prototypy havarovaly během letových zkoušek, již v roce 1950 započala jejich výroba. V roce 1956 byla podepsána smlouva mezi Sovětským svazem a Polskou lidovou republikou o licenční výrobě vrtulníků Mi-1 v polském závodě WSK PZL Świdnik, které se zde vyráběly pod označením PZL SM-1. Polští konstruktéři postavili na základě stroje Mi-1 nový vrtulník PZL SM-2, který byl schopen transportovat větší množství pasažérů. V Sovětském svazu bylo vyrobeno celkem 1012 kusů, dalších 1594 kusů bylo vyprodukováno v Polsku. V 50. a 60. letech se staly vrtulníky Mi-1 základem mnoha vojenských letek především v zemích Varšavské smlouvy, na Blízkém východě, v Asii a také v některých afrických zemích. Vrtulníky Mi-1 se účastnily také několika válečných konfliktů, například šestidenní války nebo invaze v zátoce Sviní. Jednalo se také o první sériově vyráběný vrtulník v Sovětském svazu.
V roce 1958 bylo rozhodnuto o nákupu strojů Mi-1 také do Československa. Většina vrtulníků sloužila u československého letectva, další létaly například u Svazarmu, Leteckého oddílu ministerstva vnitra nebo v barvách státního podniku Slov-Air. Do Československa byly dodány celkem 152 kusy, u armády byl poslední vrtulník Mi-1 vyřazen v roce 1985.

## Vývoj

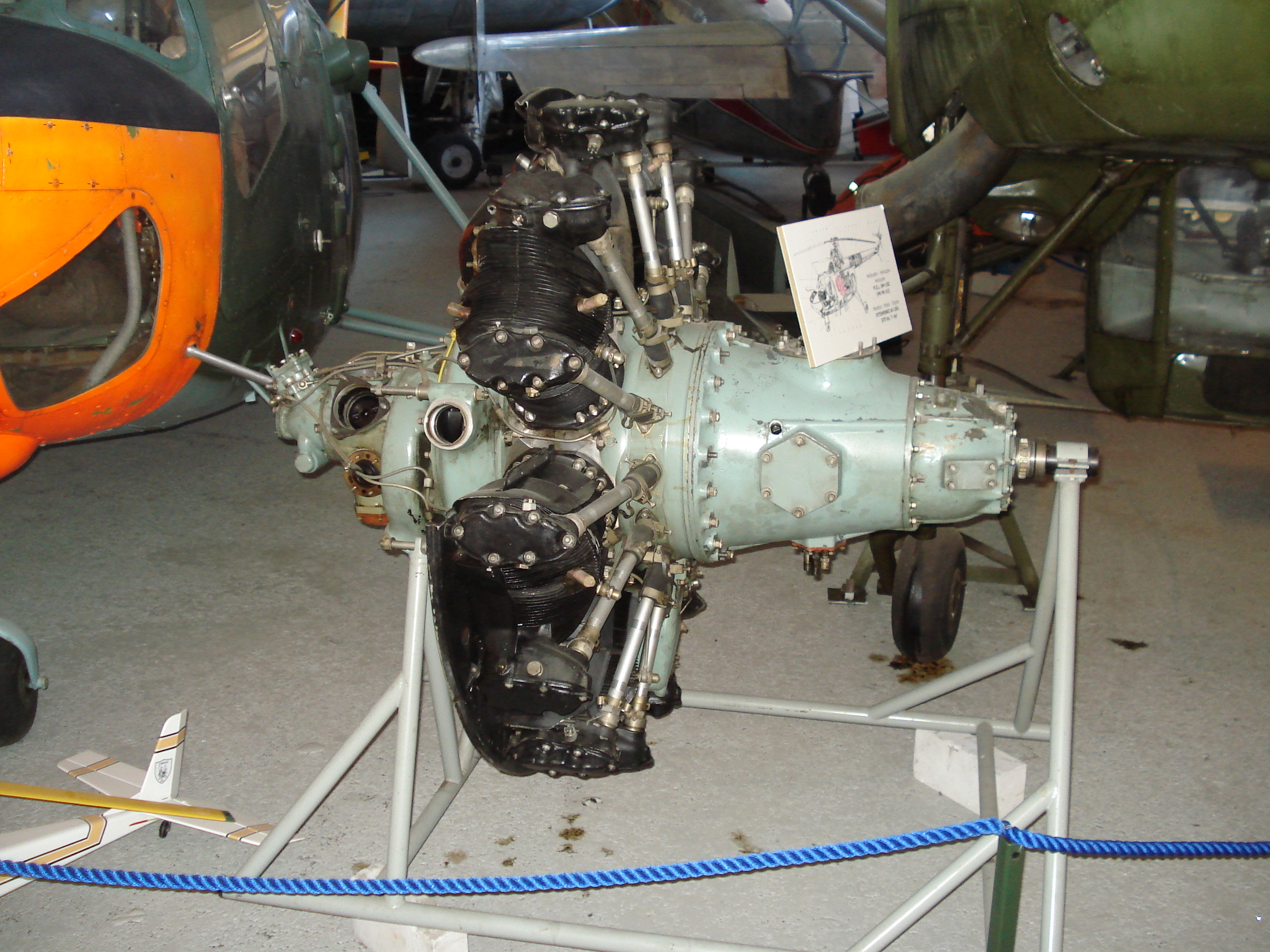
Sedmiválcový hvězdicový motor Ivčenko AI-26V

Od 30. let byl Michail Leonťjevič Mil zaměstnaný v CAGI, tedy v sovětském Ústředním aerodynamickém institutu, kde se podílel na vývoji vírníků. V roce 1947 vznikla samostatná Milova konstrukční kancelář (OKB Mil), která se hned na počátku vlastní existence zúčastnila konkurzu na stavbu vrtulníku. Kromě Mila se konkurzu zúčastnili také další konstruktéři, a to Alexandr Sergejevič Jakovlev s prototypem Jakovlev Jak-100 a Ivan Pavlovič Bratuchin se strojem Bratuchin B-11. Velení sovětského letectva požadovalo zkonstruovat třímístný lehký vrtulník vhodný především ke spojovacím účelům, který měl ale najít uplatnění rovněž v dalších oblastech vojenského i civilního letectví. Dalším důvodem pro vypsání konkurzu na vývoj nového vrtulníku byla skutečnost, že zatímco Spojené státy americké již nějakou dobu využívaly vrtulníky (například Sikorsky H-5), Sovětský svaz v této oblasti zaostával.
Mil se při konstrukci rozhodl pro klasickou koncepci vrtulníku, tedy s jedním nosným rotorem a jedním vyrovnávacím ocasním rotorem. Projekt hned na počátku získal označení GM-1. První úvahy počítaly s bohatě proskleným kokpitem, který svým vzhledem připomínal později vyráběné úspěšné vrtulníky Mil Mi-8. Poloskořepinový trup byl na konci osazen ocasním nosníkem, který se směrem k ocasnímu rotoru zužoval, a také disponoval tříkolovým podvozkem. Později došlo k úpravám celé přídě, změn doznal také ocasní nosník. Koncepce vrtulníku však zůstala zachována. Vrtulník byl vybaven vzduchem chlazeným sedmiválcovým hvězdicovým motorem Ivčenko AI-26GR o výkonu 422 kW. Ve výrobě byly později použity výkonnější verze AI-26GRF a AI-26V o výkonu 429 kW. Při konstrukci nosného rotoru se snažil Mil nevyužívat zahraničních poznatků, ale vytvořit zavěšení listů rotoru nezávisle. Zpočátku byly použity dřevěné listy, které byly později nahrazeny celokovovými.
V roce 1956 vznikl projekt, označený jako Mil Mi-3, který počítal s úpravami vrtulníku Mi-1. Varianta Mi-3 měla být schopna transportovat kromě pilota až tři další cestující. Plánována byla také výměna dvoulistého nosného rotoru za čtyřlistý. Tyto plány však nebyly nikdy realizovány.

### První lety

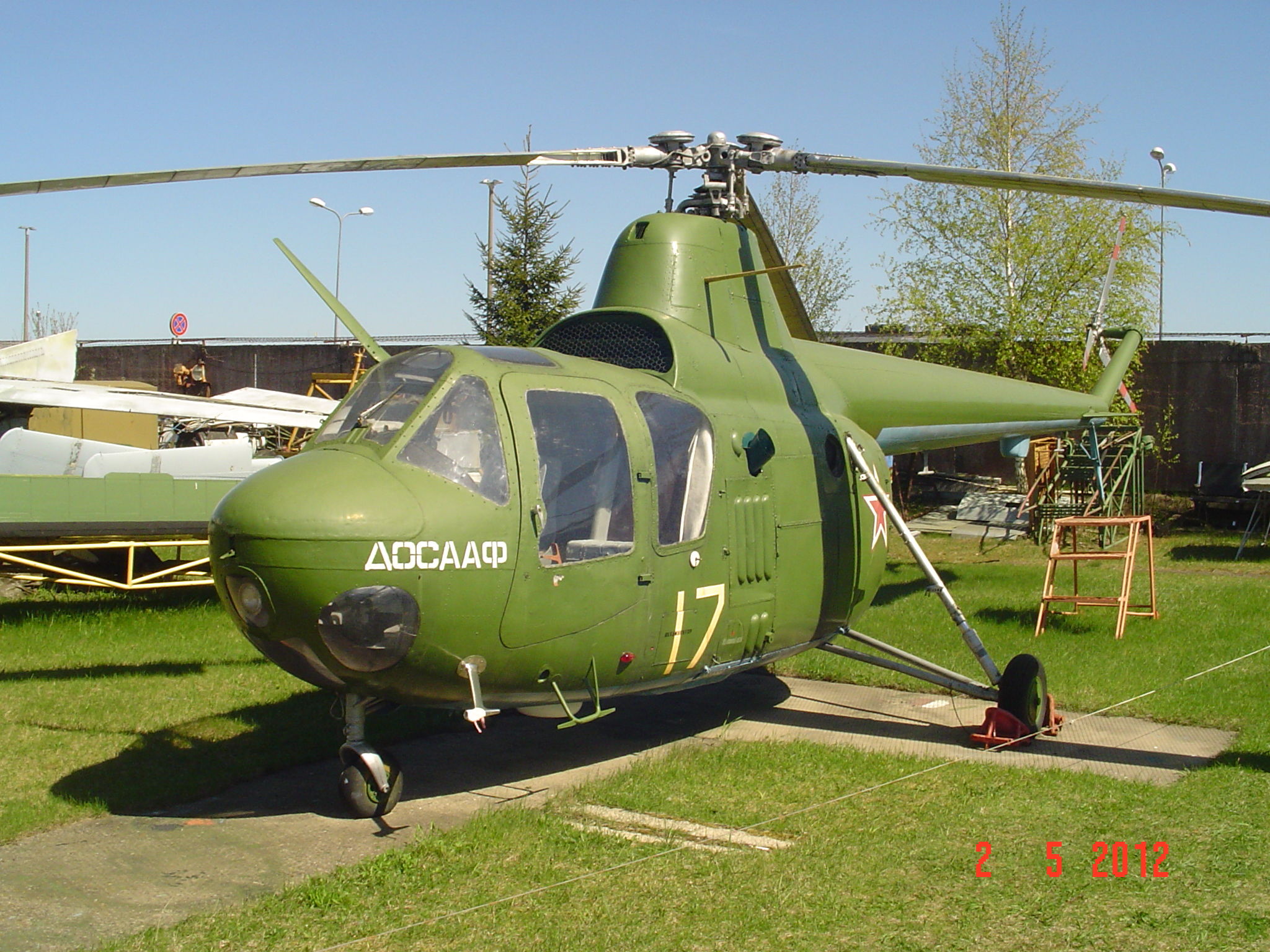
Vrtulník Mi-1 v muzeu v Rize

Prototyp vrtulníku GM-1 vzlétl poprvé 20. září 1948 a pilotoval jej M. K. Bajkalov. Ještě v témže roce první prototyp havaroval, když ve výšce 5200 m zamrzl olej reduktoru. Druhý prototyp vzlétl na konci roku 1948 s pilotem M. L. Gallajem, ale už 7. března 1949 havaroval poté, co došlo k nalomení ocasního nosníku. Pilot M. K. Bajkalov, který se při nehodě prvního prototypu zachránil, při druhé nehodě zahynul. Třetí prototyp byl bez komplikací otestován v roce 1949 a již roku 1950 byl podroben státním zkouškám. Těchto zkoušek se účastnil také Jakovlevův prototyp Jak-100. Státními testy prošly oba stroje, které se tak mohly dostat do sériové výroby, ale vláda Sovětského svazu rozhodla o výrobě vrtulníku GM-1, který získal nové označení Mi-1. První tři prototypy GM-1 byly vyrobeny v Kyjevě.
Vrtulník Mi-1 byl veřejnosti poprvé představen v roce 1951 na leteckém dni v Tušinu. Výbor pro koordinaci leteckých standardů (ASCC) Severoatlantické aliance přidělil vrtulníku později označení Hare, zajíc. Od počátku výroby byl vrtulník prezentován často na různých událostech především v Sovětském svazu. V průběhu 50. a 60. let se staly stroje Mi-1 velmi rozšířeným typem vrtulníku v mnoha zemích světa a ustanovily rovněž několik mezinárodních leteckých rekordů. Vrtulníky Mi-1 se staly po řadě postavených prototypů prvním sovětským sériově vyráběným vrtulníkem.

## Výroba

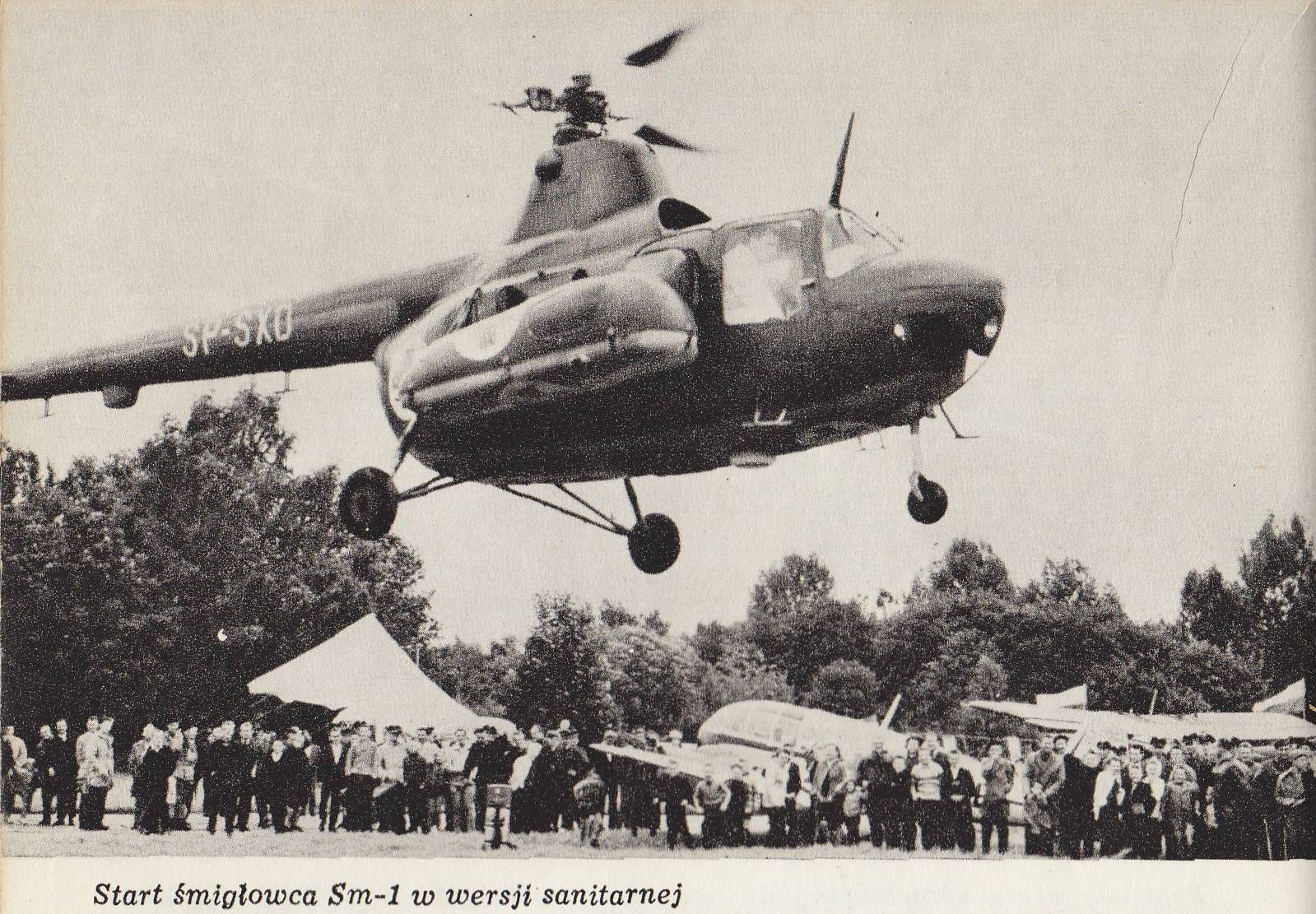
Sanitní verze licenčně vyráběného vrtulníku SM-1S

První série vrtulníků, vyráběná od roku 1950 v Moskvě, čítala pouhých 15 kusů. Dalších 30 kusů bylo postaveno ve výrobním závodě v Kazani. Velkovýroba vrtulníků Mi-1 započala až v roce 1954 v Orenburgu, kde bylo postaveno celkem 597 kusů, a také v Rostově na Donu, který vyprodukoval 370 kusů. Mezi lety 1950 a 1960 bylo v Sovětském svazu vyrobeno celkem 1012 kusů strojů Mi-1.
Dalších 1594 kusů bylo vyrobeno do roku 1965 v Polské lidové republice. V roce 1955 došlo k jednání mezi Sovětským svazem a Polskem o licenční výrobě vrtulníků Mi-1 v Polsku a již o rok později, v roce 1956, byla smlouva o výrobě podepsána. Vrtulníky v Polsku produkoval výrobní závod WSK PZL Świdnik ve Świdniku pod licenčním označením SM-1. Motory strojů SM-1 nesly označení LIT-3. První v Polsku postavený vrtulník SM-1 vzlétl 23. března 1956.
V roce 1957 začal polský konstruktér Jerzy Tyrcha pracovat na vrtulníku PZL SM-2, který vychází konstrukčně z vrtulníku SM-1. Důvodem bylo především to, že stroje SM-1 měly malou přepravní kapacitu. První prototyp SM-2 vzlétl 18. listopadu 1958 a celkem bylo vyrobeno 88 kusů.

## Varianty

### Varianty Mi-1

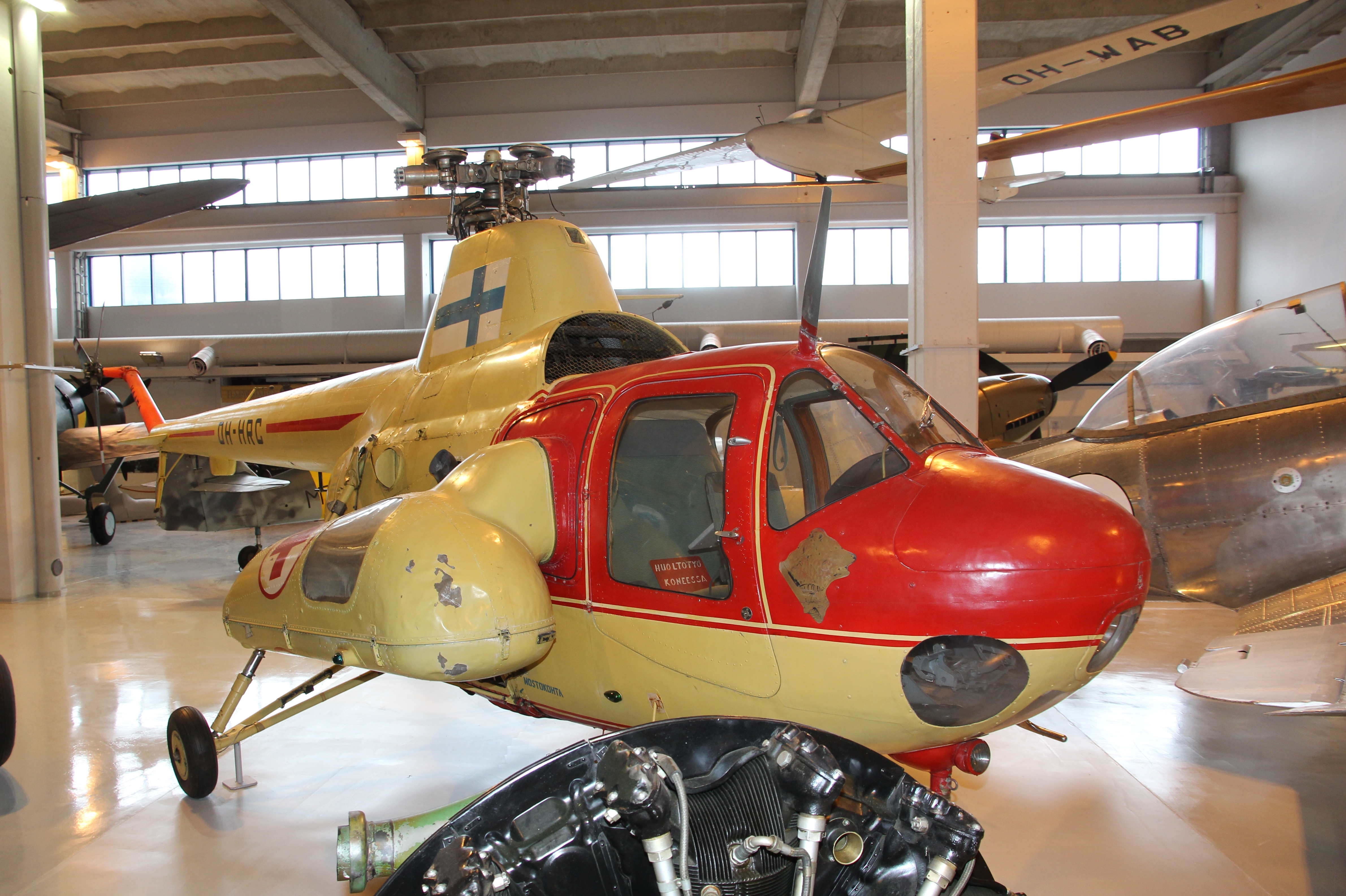
Vrtulník Mi-1 finského letectva

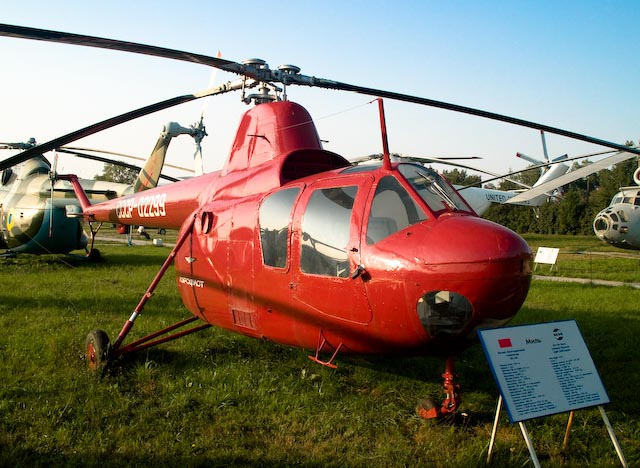
Verze Mi-1M

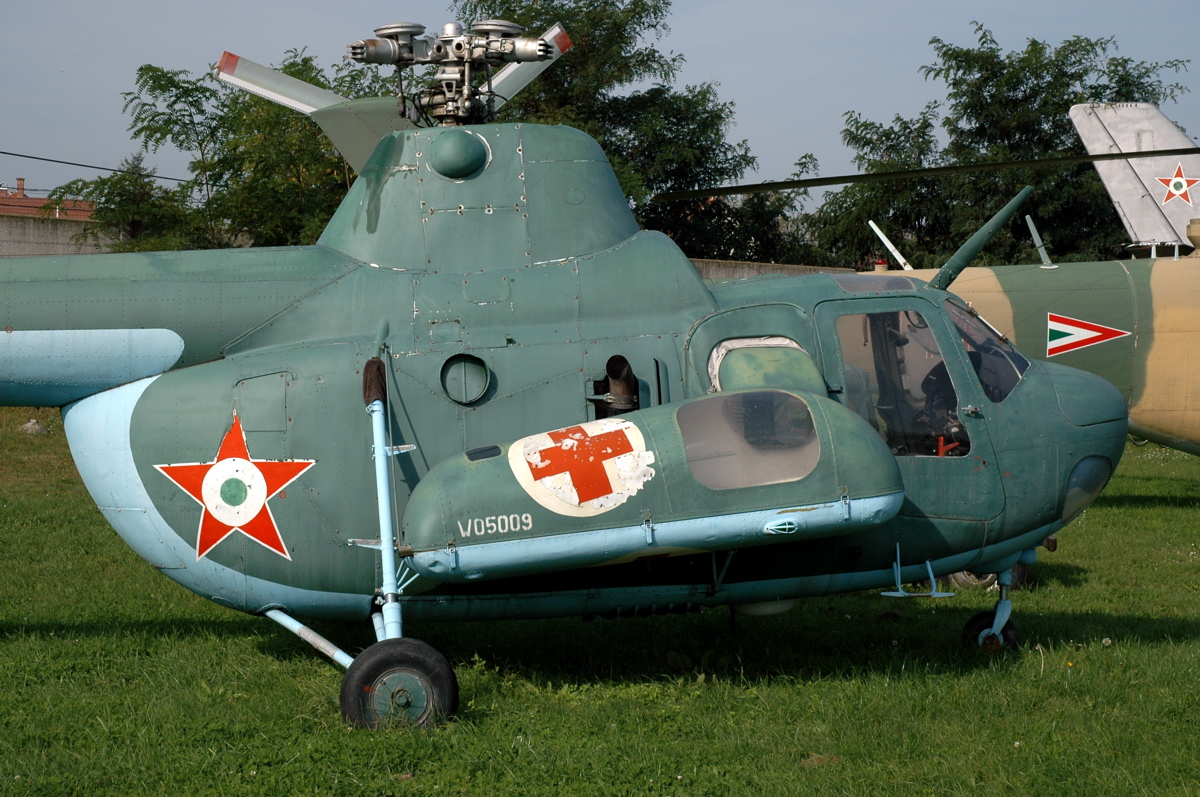
Sanitní verze Mi-1S s postranní gondolou pro transport pacientů

GM-1
První prototyp, název je zkratkou ruských slov gelikoptěr Mila, vrtulník Mila.
GM-2
Projekt plánované cvičné verze Mi-1U postavené na základě prototypu GM-1.
GM-3
Původní označení verze Mi-1T.
Mi-1
Základní vojenská verze pro pilota a dva pasažéry.
Mi-1A
Od roku 1957 byla vyráběná vylepšená verze Mi-1A, která disponovala hydraulickými posilovači řízení, vylepšenými agregáty s delší dobou životnosti a možností nést přídavné palivové nádrže. Stejné označení Mi-1A nesly také vrtulníky, které létaly u Aeroflotu jako aerotaxi.
Mi-1AKR
Verze pro řízení dělostřelecké palby postavená na základě Mi-1A, zkrátka pochází ze slov A korektirovščik razvědčik, kontrolor průzkumník.
Mi-1AU
Cvičná verze se zdvojeným řízením postavená na základě varianty Mi-1A, zkratka odvozena ze slov A učebnyj, cvičný.
Mi-1G
První označení verze Mi-1MG, název odvozen ze slov gidrofilnyj, hydrofilní.
Mi-1KF
Vylepšená verze z roku 1963, která disponovala plováky pro přistávání na vodní hladině. Zkratka pochází z názvu kitobojnaja flotila, velrybářská flotila.
Mi-1KR
Varianta určená k řízení dělostřelecké palby, označení odvozeno ze slov korektirovščik razvědčik, kontrolor průzkumník.
Mi-1M
Modernizovaná verze (moděrnizirovanyj, modernizovaný), která byla vybavena hydraulickými posilovači řízení, podvozková kola bylo možno brzdit a stroje Mi-1M mohly být vybaveny přídavnými palivovými nádržemi. Tato varianta byla kromě pilota schopna transportovat až tři další pasažéry.
Mi-1MG
Prototypová verze postavená ve dvou kusech vybavená plováky pro přistávání na vodní hladině. Jedná se o vylepšenou verzi varianty Mi-1G (moděrnizirovanyj gidrofilnyj, modernizovaný hydrofilní).
Mi-1MNCh
Zemědělská verze odvozená od varianty Mi-1M. Zkratka znamená modernizovaný národně zemědělský, z ruského moděrnizirovanyj narodnochozjajstvěnnyj.
Mi-1MRK
Vojenská verze určená k průzkumu vzdušného prostoru a k navádění vojenských jednotek (moděrnizirovanyj razvědčik korektorovščik, moderznizovaný průzkumník kontrolor).
Mi-1MU
Označení Mi-1MU je určeno pro dvě varianty, a to pro modernizovanou cvičnou verzi odvozenou od varianty Mi-1M (moděrnizirovanyj učebnyj, modernizovaný cvičný) a pro prototyp bitevní verze (moděrnizirovanyj udarnyj, modernizovaný útočný). Tato verze mohla nést protitankové řízené střely 9M14, různé typy bloků pro neřízené střely nebo 100kg letecké pumy. Vyrobeny byly nejméně dva prototypy určené k testům.
Mi-1NCh
Zemědělská verze (narodnochozjajstvěnnyj, národně hospodářský), která sloužila k mnoha různým účelům. Vyráběné byly varianty pro letecké práškování s možností nést 400 kg zemědělského posypu a pro letecký postřik, které byly vybaveny dvěma postranními tanky o objemu 2 × 250 l. Kromě toho sloužily vrtulníky také u policie, jako transportní stroje nebo jako výpomoc rybářským flotilám.
Mi-1P
Verze vybavená plováky pro přistávání na vodní hladině určená pro podporu rybářských flotil. Zkratka je odvozená ze slova poplavokovyj, plovákový.
Mi-1R
Původní tovární označení verze Mi-1A pocházející ze slova resursnyj, resursový.
Mi-1S
Sanitní verze (sanitarnyj, sanitní) určená k transportu pacientů. Vrtulníky Mi-1S byly vybaveny postranními gondolami, které byly propojeny koženým lemem s kabinou.
Mi-1T
Modernizovaná verze vybavená vylepšenými agregáty a výkonnějšími motory Ivčeno AI-26GRF. Označení pochází z ruských slov trechsotčasovoj, třísethodinový. Stejné označení Mi-1T nesl také jediný prototyp, který byl určen k pokládání telefonních kabelů (telefonnyj, telefonní).
Mi-1TKR
Varianta určená pro řízení dělostřelecké palby odvozená od verze Mi-1T. Zkratka pochází ze slov trechsotčasovoj korektirovščik razvědčik třísethodinový kontrolor průzkumník.
Mi-1TU
Cvičná verze se zdvojeným řízením postavená na základě varianty Mi-1T, zkratka odvozena ze slov trechsotčasovoj učebnyj, třísethodinový cvičný.
Mi-1U
Cvičná verze (učebnyj, cvičný) se zdvojeným řízením.
Mi-1 Moskvič
Jedná se o transportní verzi, která byla postavená na základě variant Mi-1, Mi-1T, Mi-1A nebo Mi-1M. Tato varianta byla schopna transportovat pilota a tři další pasažéry. Vrtulníky doznaly změn především v interiéru, který byl odhlučněn izolací. Tyto stroje létaly především ve službách Aeroflotu, jeden kus využíval také prezident Finska.

### Varianty SM-1

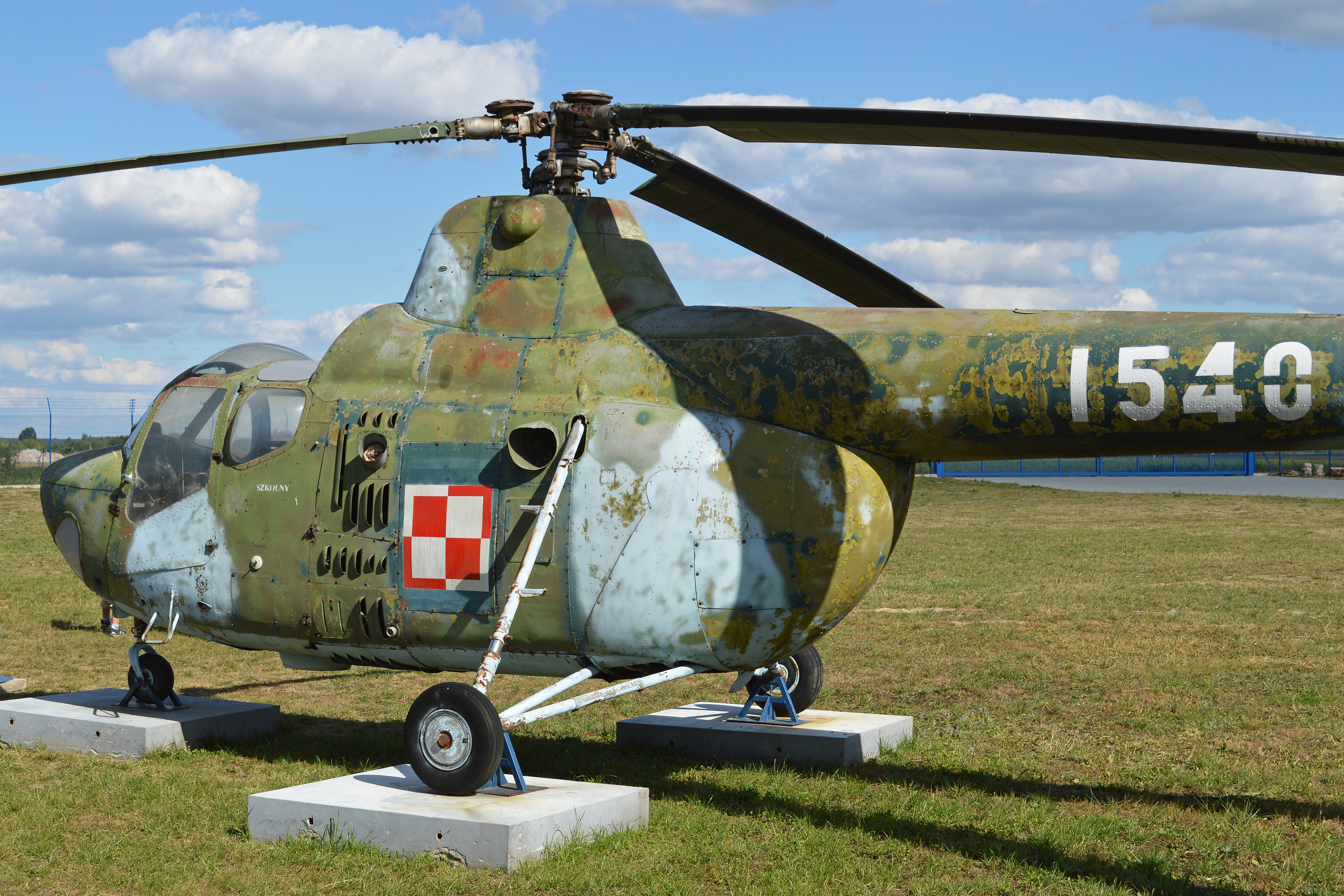
Licenční výroba vrtulníků SM-1 probíhala v Polsku

S-1
Původní označení prototypu SM-1.
SM-1
Základní licenční verze vybavená motorem LIT-3S, stroj odpovídá verzím Mi-1T nebo Mi-1A.
SM-1D
Verze vybavená jeřábem (dzwigowy, zvedací), stroj odpovídá verzím Mi-1T nebo Mi-1M.
SM-1S
Sanitní verze odpovídající variantě Mi-1S, zkratka odvozena ze slova sanitarny, sanitní.
SM-1SZ
Cvičná verze (szkolny, školní) se zdvojeným řízením, stroj odpovídá verzím Mi-1AU, Mi-1TU nebo Mi-1MU.
SM-1W
Modernizovaná verze (wylepszony, vylepšený), stroj odpovídá verzi Mi-1M.
SM-1WZ
Zemědělská verze odvozená od varianty SM-1W.
SM-1Z
Zemědělská verze, stroj odpovídá verzím Mi-1NCh nebo Mi-1MNCh.

## Konstrukce Mi-1

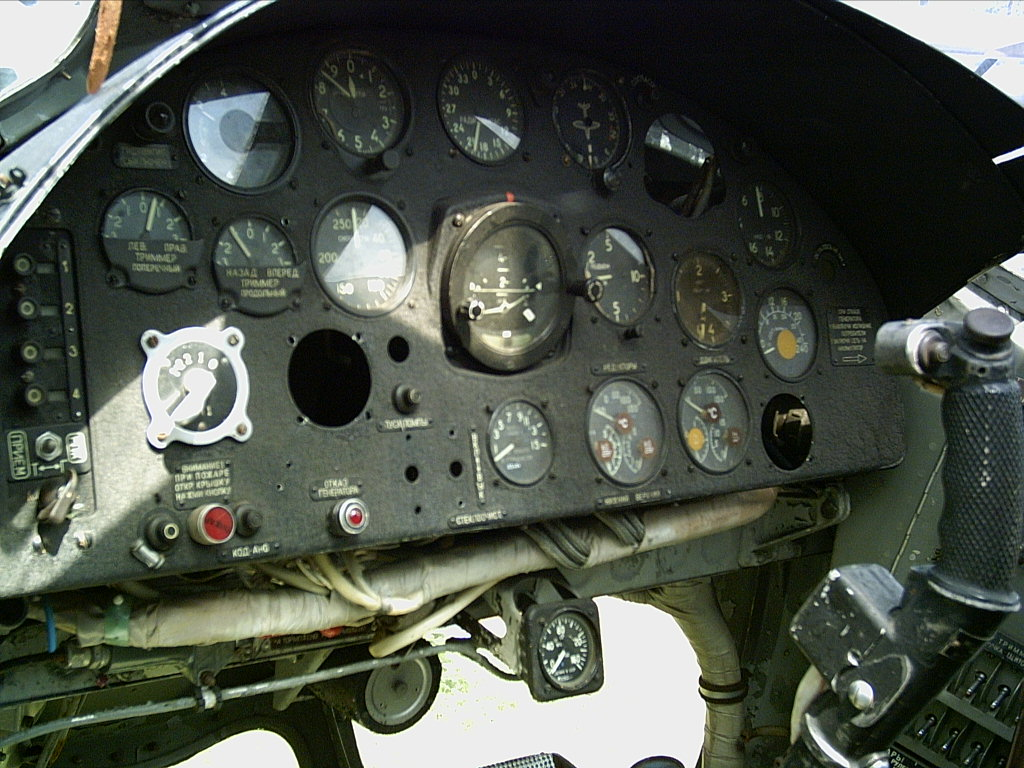
Přístrojová deska vrtulníku Mi-1

Mi-1 je lehký jednomotorový víceúčelový užitkový vrtulník s třílistým nosným rotorem a třílistým tlačným vyrovnávacím rotorem. Z konstrukčního hlediska je možno stroje Mi-1 rozdělit na přední část trupu s kokpitem, střední část s motorovou nástavbou a zadní ocasní a kýlový nosník se stabilizátorem. Vrtulníky disponují tříkolovým podvozkem. Uvnitř kabiny je možno přepravovat kromě pilota další dva nebo tři pasažéry v závislosti na konfiguraci vrtulníku. Stroje jsou vybaveny jedním sedmiválcovým hvězdicovým motorem Ivčenko AI-26V, motory licenčně vyráběných vrtulníků SM-2 nesou označení LIT-3. Motor, reduktor a převodovka se nacházejí za kokpitem ve střední části trupu.

## Vrtulníky Mi-1 ve světě
V Sovětském svazu a Polské lidové republice bylo dohromady vyprodukováno přes 2600 vrtulníků Mi-1, a tak se jich řada objevila v různých zemích světa. Kromě zemí Varšavské smlouvy létaly například v řadě asijských zemí jako Čínská lidová republika, Korejská lidově demokratická republika, Afghánistán nebo Mongolsko, objevily se také na Kubě. Exportovány byly i do afrických států, například do Egypta nebo Alžírska. Vrtulníky Mi-1 se účastnily mimo jiné například bojů při invazi v zátoce Sviní, šestidenní války na Blízkém východě nebo občanské války mezi Severním a Jižním Jemenem.

## Vrtulníky Mi-1 v Československu

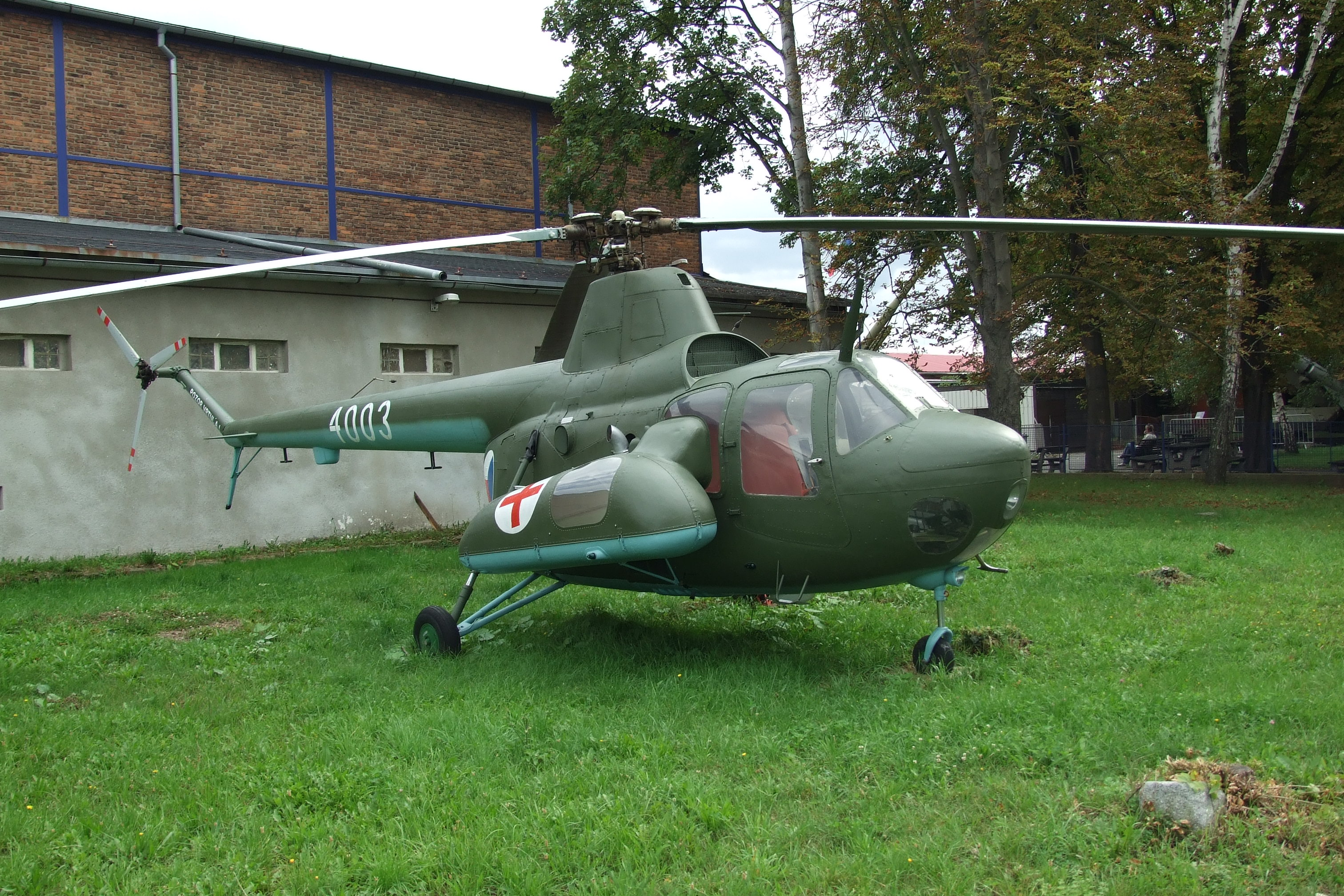
Vrtulník Mi-1S československého letectva v Leteckém muzeu Kbely

V roce 1958 bylo rozhodnuto o nákupu vrtulníků Mi-1, které měly být zařazeny u československého letectva. První vrtulníky doletěly z Polska do Klecan u Prahy v roce 1959. 17. června 1959 byl se strojem Mi-1 ustanoven nový československý výškový rekord, když posádka vystoupala se strojem do výšky 5450 m. Kromě vojenského letectva sloužil jeden vrtulník Mi-1 v letech 1960 až 1963 u Leteckého oddílu Ministerstva vnitra (registrační značka OK-BYK), do Československa však dorazil ve standardním vojenském provedení. Tři vrtulníky létaly v průběhu 60. let také u podniku Agrolet, tedy podniku pro lesnickou a zemědělskou leteckou činnost. Jeden ze strojů přešel později do služeb státního podniku Slov-Air, kde létal do roku 1974. V průběhu 60. let sloužila řada vrtulníků Mi-1 také u Svazarmu a poté, co došlo v roce 1974 k reorganizaci výcviku, vrátilo se celkem 37 vrtulníků zpět k armádě. V 70. letech existovaly plány na zabudování turbohřídelového motoru namísto stávajících hvězdicových, tyto plány však nebyly realizovány. V průběhu 80. let byly stroje Mi-1 ze služeb armády postupně vyřazovány a poslední stroj dolétal v roce 1985. Do Československa bylo v průběhu let dodáno celkem 152 vrtulníků Mi-1.
Vrtulník za letu je k vidění v detektivce "Na kolejích čeká vrah" z roku 1970.

## Uživatelé
Vrtulníky Mi-1 se v různých zemích světa podílely také na činnostech v civilním letectví a často sloužily v policejních letkách, ale nejvíce byly nasazovány pro potřeby armádních letů.

### Vojenští uživatelé
Seznam vojenských uživatelů.
| Afghánistán - Afghánské vzdušné síly Albánie - Albánské vzdušné síly Alžírsko - Alžírské letectvo Bulharsko - Bulharské letectvo Československo - Československé letectvo Čínská lidová republika - Letectvo Čínské lidové republiky Egypt - Egyptské vojenské letectvo | Finsko - Finské letectvo - Finská pohraniční stráž Irák - Irácké letectvo Kuba - Kubánské revoluční vojenské letectvo Maďarsko - Maďarské vzdušné síly Mongolsko - Mongolské letectvo Německá demokratická republika - Luftstreitkräfte der NVA - Volksmarine | Polsko - Polské vzdušné síly - Polské námořnictvo Rumunsko - Rumunské letectvo Severní Korea - Letectvo Korejské lidové armády Sovětský svaz - Sovětské letectvo - Sovětská armáda Súdán - Súdánské letectvo Sýrie - Syrské arabské vzdušné síly Vietnam - Vietnamské lidové vzdušné síly |

## Specifikace (Mi-1M)

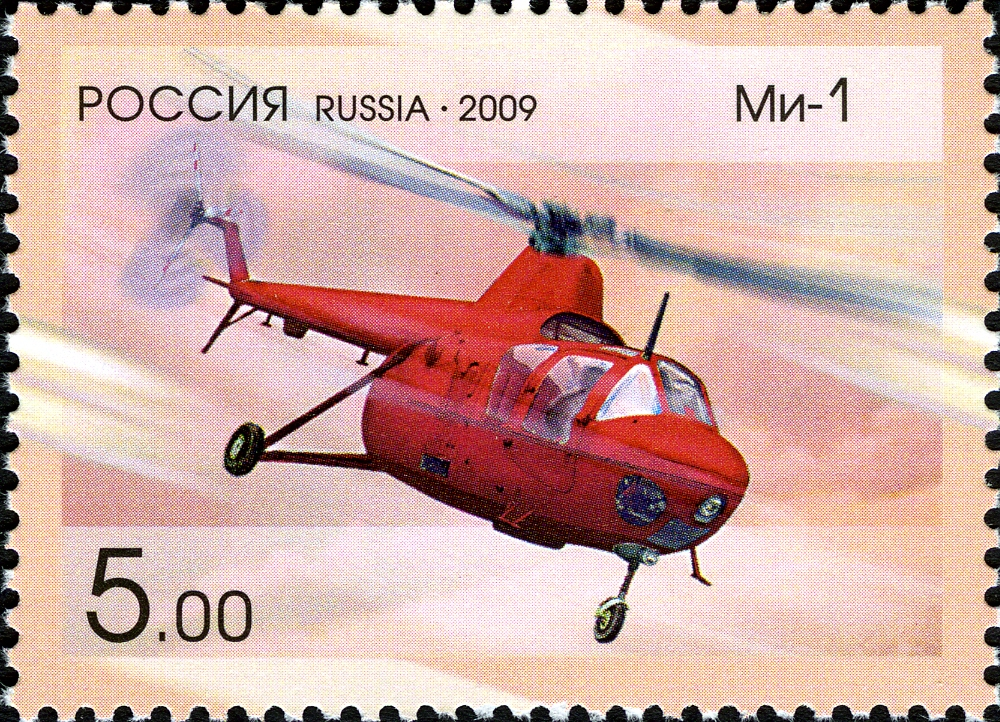
Vrtulník Mi-1 na poštovní známce

Data podle publikace Ruské vrtulníky.

### Technické údaje
- Posádka: 1 pilot
- Užitečná zátěž: 2 cestující
- Délka s otáčejícími se rotory: 13,258 m
- Délka trupu: 12,10 m
- Výška trupu: 3,30 m
- Průměr nosného rotoru: 14,346 m
- Průměr vyrovnávacího rotoru: 2,50 m
- Prázdná hmotnost: 1798 kg
- Maximální vzletová hmotnost: 2296 kg
- Pohonná jednotka: 1 × sedmiválcový hvězdicový motor Ivčenko AI-26GR o výkonu 422 kW

### Výkony
- Maximální rychlost: 190 km/h
- Cestovní rychlost: 140 km/h
- Statický dostup: 2000 m
- Dynamický dostup: 4000 m
- Dolet: 350 km
- Dolet s přídavnou nádrží: 615 km